# 3-Länder-Tour
Il 3-Länder-Tour der Sparkassen Versicherung era una corsa a tappe di ciclismo su strada maschile che si disputò tra l'Assia, la Turingia e il Baden-Württemberg, in Germania, nel 2006 e nel 2007 nel mese di settembre. In precedenza era conosciuto come Hessen-Rundfahrt, e attraversava solo l'Assia. Fino al 1995 era riservato ai dilettanti; dal 2005 fu inserito nel calendario dell'UCI Europe Tour in classe 2.1.

## Albo d'oro
Aggiornato all'edizione 2007.
| Anno | Vincitore          | Secondo             | Terzo               |
| ---- | ------------------ | ------------------- | ------------------- |
| 1982 | Thomas Freienstein | Peter Becker        | J. Gaspar           |
| 1983 | Ludek Kubias       | Heinz Luternauer    | Udo Jaulus          |
| 1984 | Thomas Freienstein | Rolf Gölz           | Jörg Echtermann     |
| 1985 | Hartmut Bölts      | Jan van Wijk        | Mikhail Sveschnikov |
| 1986 | Christian Henn     | Ralf Inden          | Owczarek            |
| 1987 | Jens Heppner       | Vaclav Toman        | Dan Radtke          |
| 1988 | Pavel Tonkov       | Romes Gainetdinov   | Jens Zemke          |
| 1989 | Matthew Stephens   | Pierre Duin         | Albrecht Röder      |
| 1990 | Christophe Capelle | Jörg Weida          | Harm Jansen         |
| 1991 | Brian Fowler       | Nicolas Aubier      | Andreas Wartenberg  |
| 1992 | Bert Dietz         | Roland Nestler      | Serhij Ušakov       |
| 1993 | Ralf Schmidt       | Aleksej Sivakov     | Arno Wohlfahrter    |
| 1994 | Pavel Padrnos      | Jörn Reuss          | Robert Pintaric     |
| 1995 | Pavel Padrnos      | Andreas Lebsanft    | Paul Leitch         |
| 1996 | Ralf Grabsch       | Jeff Evanshine      | Peter Rogers        |
| 1997 | Christian Henn     | Kai Hundertmark     | Pierre Bourquenoud  |
| 1998 | Grischa Niermann   | Raimondas Rumšas    | Danny Nelissen      |
| 1999 | Jens Zemke         | Eduard Gritsun      | Florian Wiesinger   |
| 2000 | Tobias Steinhauser | William-Chann McRae | Thomas Liese        |
| 2001 | Michael Blaudzun   | Matthias Kessler    | Jürgen Werner       |
| 2002 | Uwe Peschel        | Torsten Schmidt     | Torsten Hiekmann    |
| 2003 | Cédric Vasseur     | Maryan Hary         | Axel Merckx         |
| 2004 | Sebastian Lang     | Stefan Schumacher   | Jérôme Pineau       |
| 2005 | Cezary Zamana      | Lars Boom           | Piotr Wadecki       |
| 2006 | Sebastian Lang     | Patrick Sinkewitz   | Fränk Schleck       |
| 2007 | Thomas Dekker      | Jens Voigt          | Michael Boogerd     |